# پناهگاه صخره‌ای قلاتخوار
پناهگاه صخره‌ای قلاتخوار مربوط به دوره نوسنگی است و در شهرستان ارسنجان، بخش مرکزی، دهستان علی‌آباد، ۵۰۰ متری شرق روستای قلات خواری واقع شده و این اثر در تاریخ ۲۳ بهمن ۱۳۸۵ با شمارهٔ ثبت ۱۷۲۷۳ به‌عنوان یکی از آثار ملی ایران به ثبت رسیده است.